# How Do You Sleep?
How Do You Sleep? (englisch für „Wie schläfst du?“) ist ein Popsong des britischen Musikers John Lennon, der 1971 auf dem Album Imagine veröffentlicht wurde.

## Hintergrund
Der Text von How Do You Sleep? stellt einen persönlichen Angriff auf Paul McCartney dar. Der Song war eine Antwort auf die Kränkungen, die Lennon auf Paul und Linda McCartneys Ram-Album wahrnahm, sowie auf die gegenseitig gerichteten Sticheleien in der britischen Musikpresse. Lennon glaubte, dass es mehrere verschlüssele Botschaften in den Texten von Ram gab, insbesondere in den Songs Too Many People, Dear Boy, 3 Legs und The Back Seat of My Car. Auf der Rückseite des Albums Ram war auch ein Foto von zwei kopulierenden Käfern (englisch: Beetles) zu sehen, was als Kommentar zum Umgang der ehemaligen Mitglieder miteinander interpretiert wurde. 
Ram zeigt auf der Vorderseite des Covers Paul McCartney, der einen Widder an seinen Hörnern festhält. Lennon ließ als Persiflage auf das Cover ein Foto von sich und einem Schwein in ähnlicher Pose aufnehmen und legte es als Foto seinem Album Imagine bei. In späteren Jahren gab Paul McCartney zu, dass Too Many People ein Statement an John Lennon war, bei den anderen Liedern bestritt er Anspielungen auf Lennon. John Lennon sagte gegenüber dem Crawdaddy Magazin: „Ich habe die Botschaften von Paul in Ram gehört – ja, es gibt sie, liebe Leser! Too many people going where? Missed our lucky what? What was our first mistake? (Anmerkung: Bezug auf Too Many People) Can’t be wrong? (Anmerkung: Bezug auf The Back Seat Of My Car) Hä! Ich meine, Yoko Ono, ich und andere Freunde können nicht alle Dinge hören.“
In How Do You Sleep?, das Lennon in Anwesenheit von Allen Klein und Yoko Ono schrieb, findet sich die Textzeile „The only thing you done was yesterday“. Während McCartneys Text bei Too Many People anspielungsreich aber unspezifisch war, waren Lennons Texte direkt und pointiert. Er warf McCartney vor, von kriecherischen „Heteros“ umgeben zu sein, dass McCartney von seiner Ehefrau dominiert wird, er nichts anderes erreicht hätte, als Yesterday geschrieben zu haben und seine jüngsten Werke als „Muzak in meinen Ohren“ zu verwerfen. Letztendlich würde seine Karriere noch ein oder zwei Jahre überdauern. Diese These unterstrich er mit der Aussage, dass die Anhänger des Paul-is-dead-Mythos tatsächlich Recht hätten („Diese Freaks hatten recht, als sie sagten, dass du tot bist“).
McCartney sagte 1971 gegenüber dem Melody Maker: „Was ist, wenn ich mit Heteros zusammenlebe? Ich mag Heterosexuelle. Ich habe heterosexuelle Babys. Es betrifft ihn nicht. Er sagt, das Einzige, was ich gemacht habe, war ‚Yesterday‘. Er weiß, dass das falsch ist. Er weiß es, und ich weiß, dass es nicht wahr ist.“ John Lennons Manager Allen Klein schlug die Textzeile vor: „And since you’ve gone you’re just another day“ – eine Anspielung auf Paul McCartneys Single Another Day aus dem Jahr 1971. George Harrison steuerte ein Slide-Gitarrensolo bei der Aufnahme bei, was Außenstehende als Unterstützung von Lennon interpretieren konnten. Ringo Starr war während der Aufnahme anwesend, wirkte musikalisch aber nicht mit.
Ein Zeuge der Aufnahme des Songs war Felix Dennis, einer der Herausgeber des Oz Magazins, der sich auf Lennons Einladung im Tittenhurst Park aufhielt, dieser beschrieb den Entstehungsprozess wie folgt: „Sie schrieben den Song, während sie ihn aufführten. Und als diese Texte auftauchten, erinnere ich mich, dass Ringo sich mehr und mehr darüber aufregte. Er war wirklich nicht sehr glücklich darüber, und ich erinnere mich noch genau, wie er einmal sagte: ‚Das ist genug, John‘. Es ist absolut richtig zu sagen, dass Yoko viele der Texte geschrieben hat. Ich beobachtete, wie sie sie schrieb, und dann sah ich, wie sie ins Studio rannte, um John zu zeigen – was die Musiker oft ärgerte, aber sie rannte trotzdem hinein, wedelte mit einem Blatt Papier und zeigte John, dass sie eine Idee hatte. 
Er sagte ‚Großartig‘ oder was auch immer, und er fügte etwas hinzu, dann kam er zurück und entspannte sich ein wenig im Kontrollraum und sie berieten miteinander. Einiges davon war absolut kindisch, Gott sei Dank wurde vieles nie aufgenommen, weil es sehr, sehr persönlich war, … aber Gott sei Dank hat am Ende offensichtlich jemand mit ihnen geredet, oder sie hatten vernünftig miteinander gesprochen. Einige der Texte waren viel unhöflicher, als man sie in der endgültigen Version finden konnte. Phil Spector verlor nie ein einziges Wort über die Texte, aber Ringo und andere Musiker dort protestierten und sagten: ‚Oh, um Himmels willen, John, das ist ein bisschen viel, weißt du!‘ Manchmal stimmte er zu und strich es durch.“
1980 sagte Lennon, dass er das Stück in einer bestimmten Stimmung geschrieben habe und dass er nicht obskur sein wollte und so gleich zur Sache kommen wollte. Ursprünglich plante McCartney, als Antwort ein Lied mit dem Titel Quite Well, Thank You zu schreiben. Er entschied sich aber, den versöhnlichen Song Dear Friend auf dem Wings-Album Wild Life zu veröffentlichen Im Nachhinein sagte er: „Als John ‚How Do You Sleep?‘ spielte, wollte ich mich nicht auf einen Streit einlassen. Und ich bin jetzt so froh, besonders nach seinem Tod, dass ich das nicht auf dem Gewissen habe. Ich ließ ihn einfach machen, weil er von Klein und Yoko mit vielen dieser Sprüche gefüttert wurde. 
Ich hatte die Möglichkeit, gleich viel Zeit zu nehmen und alle Interviews zu geben, oder mich zu entscheiden, den Fehdehandschuh nicht anzunehmen, und ich erinnere mich, dass ich bewusst dachte: Nein, das darf ich wirklich nicht. Ich glaube, er wusste genau, was er tat, und weil wir so intim waren, wusste er, was mich verletzen würde, und er nutzte es mit großer Wirkung. Ich dachte: Halte deinen Kopf unten und die Zeit wird es zeigen. Und das tat es auch, denn in dem Imagine-Film sagt er, es ging wirklich nur um ihn selbst.“ Um die Weihnachtszeit 1971 trafen sich dann Paul und Linda McCartney mit John Lennon und Yoko Ono in New York zu klärenden Gesprächen.

## Aufnahme
Die Aufnahmen für das Album Imagine fanden im Wesentlichen vom 24. bis zum 29. Mai 1971 in Lennons eigenem Studio statt, den Ascot Sound Studios in Tittenhurst Park. How Do You Sleep? wurde am 26. Mai aufgenommen. Die Streicherbegleitung fand am 4. Juli 1971 in der New Yorker Record Plant statt. Ausführende Produzenten des Liedes waren John Lennon, Yoko Ono und Phil Spector.
Besetzung:
- John Lennon – Gesang, Klavier
- George Harrison – Slide-Gitarre
- Nicky Hopkins – Klavier
- John Tout – Klavier
- Rod Linton – Akustische Gitarre
- Ted Turner – Akustische Gitarre
- Andy Davis – Akustische Gitarre
- Klaus Voormann – Bass
- Alan White – Schlagzeug
- The Flux Fiddlers – Streichinstrumente

Lennon ließ die Aufnahmen von How Do You Sleep? am 26. Mai 1971 in den Ascot Sound Studios filmen. Teile der Aufnahmen wurden 1971 für den Film Imagine verwendet.

## Veröffentlichung
- Am 9. September 1971 erschien in den USA (Großbritannien: 8. Oktober 1971) das Album Imagine auf dem sich How Do You Sleep? befindet. Im Februar 2000 wurde das Album Imagine in einer remasterten und neu abgemischten Version wiederveröffentlicht.
- Eine Instrumentalversion von How Do You Sleep? erschien am 25. September 2006 auf dem Album The U.S. vs. John Lennon.
- Am 5. Oktober 2018 erschien die umfangreichste Wiederveröffentlichung der Imagine-Aufnahmen. Die Lieder des Albums wurden von Paul Hicks in den Abbey Road Studios und den Sear Sound Studios neu abgemischt. Für die Neuabmischung gab Yoko Ono die Anweisung, dass der Sound des Albums und der Gesang von John Lennon klarer, hörbarer werden sollten. Darüber hinaus wurde auch eine 5.1-Abmischung hergestellt. Die Super-Deluxe-Box enthält auch fünf längere Versionen How Do You Sleep? (Take 1), How Do You Sleep? (Takes 1 & 2), How Do You Sleep? (Takes 5 & 6), How Do You Sleep? (The Evolution Documentary in Mono) und How Do You Sleep? (Take 11 – extended).[5][6]

## Coverversionen
Es gibt zwölf Coverversionen von How Do You Sleep?